# Scraptia breviuscula
Scraptia breviuscula es una especie de coleóptero de la familia Scraptiidae.

## Distribución geográfica
Habita en Sudamérica.